# Ranavalona II

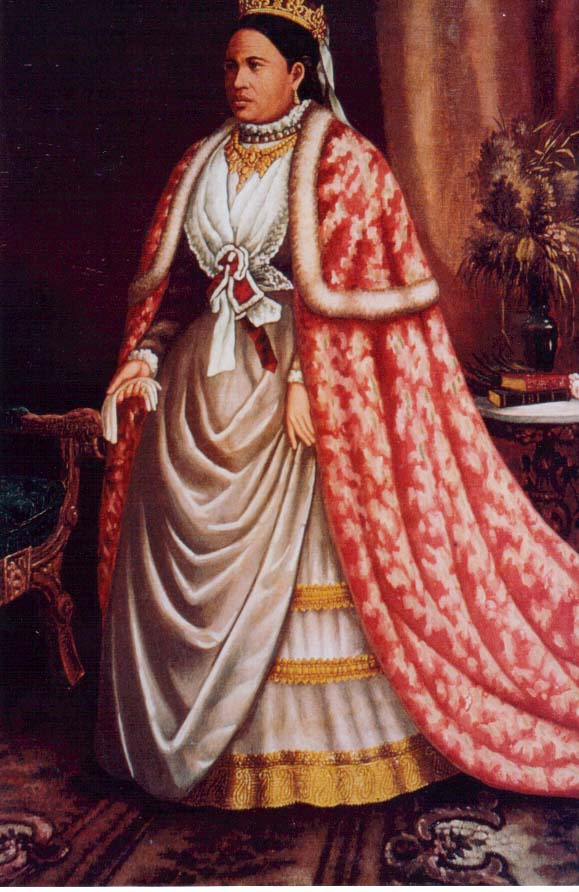
Ranavalona II.

Ranavalona II, född 1829 på Ambatomanoina, död 13 juli 1883, var regerande drottning av Madagaskar från den 2 april 1868 till den 13 juli 1883. Hon är främst känd för att hon lät döpa sig och införde kristendomen på Madagaskar. Hon var liksom sin företrädare gift med premiärminister Rainilaiarivony, som var Madagaskars reelle makthavare. 

## Biografi
Ranavalona II föddes på Ambatomanoina utanför Antananarivo som dotter till prins Razakaratrimo och prinsessan Rafarasoa Ramasindrazana. Hon var liksom sin kusin Rasoherina gift med kung Radama II. Hennes make mördades 1863 i en statskupp ledd av bland andra premiärminister Rainivoninahitriniony, och efterträddes av en av sina änkor, hennes kusin drottning Rasoherina på tronen. Rasoherina gifte sig sedan med Rainivoninahitrinionys bror Rainilaiarivony, som utnämndes till premiärminister. 
Premiärminister Rainilaiarivony försäkrade Ranavalona rollen som sin kusins tronföljare. Vid sin kusins död 1 april 1868 efterträdde hon henne på tronen. Ranavalona II påverkades av protestantiska missionärer vid hovet. Den 21 februari 1869 lät hon döpa sig och hela sitt hov offentligt, konverterade till kristendomen och införde den som landets officiella religion. Hon gifte sig samma dag med premiärministern Rainilaiarivony, som var Madagaskars reelle makthavare. I september lät hon bränna de traditionella kungliga talismanerna offentligt. Som drottning lät hon förbjuda det traditionella skogsbruket tavy och husbyggande i skogen och införa tegel som byggnadsmaterial för att motverka skogsavverkning. 
En brittisk besökare beskrev henne 1873: 
"Jag skulle tro att drottning är omkring 45 år, med mörk olivhy, och ett ansikte fyllt av godhet och välgörenhet. Hon var mycket drottninglik, klädd i grå sidenklänning och en lamba av siden föll nonchalant från hennes axlar. Hennes hår var svart, vackert arrangerat; 'krona bar hon ej', men från håret längst upp på huvudet föll en lång tunn kejda av guld i guldtofs, som endast en drottning får bära".
Ranavalona II avled 1883 och efterträddes av sin brors/systerdotter Ranavalona III.